# Bollo de chuleta de cerdo
El bollo de chuleta de cerdo es uno de los aperitivos más famosos y populares de Macao. En bollo es extremadamente crujiente por fuera y muy tierno por dentro, y se rellena con una chuleta de cerdo recién frita. El plato se prepara cuando el cliente lo pide. No lleva más ingredientes que el panecillo y el trozo de chuleta de cerdo, sin accesorios como lechuga o pepinillo.